# الکس مورل
الکس مورل (انگلیسی: Alex Morrell؛ زادهٔ ۱۱ مهٔ ۱۹۹۴) بازیکن فوتبال اهل ایالات متحده آمریکا است.
از باشگاه‌هایی که در آن بازی کرده‌است می‌توان به شیکاگو فایر اشاره کرد.